# Bárbara Arenhart
Bárbara Elisabeth Arenhart, née le 4 octobre 1986 à Novo Hamburgo au Brésil, est une handballeuse internationale brésilienne évoluant au poste de gardienne de but. Depuis 2015, elle évolue dans le club danois de Nykøbing Falster Håndboldklub.

## Biographie
Après avoir commencé sa carrière au Brésil à Santa Feevale puis à l'ADC Metodista, elle rejoint l'Europe en 2007 et le club espagnol de Balonmano Parc Sagunt avec lequel elle remporte la Coupe de la Reine en 2008.
Après trois saisons dans le club espagnol, elle rejoint pour une saison le club norvégien de Byåsen Trondheim avant de signer en 2011 à Hypo Niederösterreich. Avec le club autrichien, elle remporte la Coupe des coupes 2013 et réalise deux doublés Coupe-Championnat en 2012 et 2013. En 2013, elle est également élue meilleure joueuse et meilleure gardienne du championnat d'Autriche.
En février 2014, en concomitance avec l'arrêt du partenariat entre le club autrichien et la fédération brésilienne de handball, Bárbara Arenhart et sa coéquipière brésilienne Alexandra do Nascimento annoncent leurs transferts pour la saison suivante pour le club roumain du HCM Baia Mare.
Après une saison en Roumanie, elle s'engage avec le club danois de Nykøbing Falster Håndboldklub.
Elle est ouvertement lesbienne,.

## Palmarès

### En club
compétitions internationales
- vainqueur de la Coupe des coupes en 2013

compétitions nationales
- vainqueur de la coupe de la Reine en 2008
- championne d'Autriche en 2012, 2013 et 2014
- vainqueur de la coupe d'Autriche (ÖHB-Cup) en 2012, 2013 et 2014

### En sélection
- 5e du championnat du monde en 2011 au Brésil[9]
- championne du monde en 2013 en Serbie[10]

### Distinctions individuelles
- élue meilleure gardienne du championnat du monde 2013 en Serbie[11]
- élue meilleure joueuse et meilleure gardienne du championnat d'Autriche en 2013[3]